# Парагоминас (футбольный клуб)
«Парагоми́нас» (порт.-браз. Paragominas Futebol Clube) — бразильский футбольный клуб из одноимённого города в штате Пара. В 2021 году клуб выступал в Серии D Бразилии.

## История
Клуб основан 6 марта 2012 года, домашние матчи проводит на арене «Мунисипио Верде», вмещающей 10 000 зрителей. В первый год своего существования «Парагоминас» победил во втором дивизионе чемпионате штата Пара, а на следующий год стал вице-чемпионом штата. Этот успех дал право клубу в 2013 году дебютировать в Серии D чемпионата Бразилии, в которой он занял в итоге 18-е место.

## Достижения
- Вице-чемпион Лиги Параэнсе (1): 2013
- Чемпион второго дивизиона Лиги Параэнсе (1): 2012